# Simophis rhinostoma
Simophis é um gênero monotípico da família Colubridae que contém a espécie de falsa-coral, Simophis rhinostoma. Ocorre no Cerrado e Pantanal.